# Албулец, Мария
Мария Албулец (рум. Maria Albuleț; по мужу Погоревич (Pogorevici), также Мария Албулец-Погоревич; 16 июня 1932, Брэила — 17 декабря 2005, Плоешти) — румынская шахматистка, гроссмейстер среди женщин (1985).

## Шахматная карьера
В 1950-х годах Мария стала одной из ведущих румынских шахматисток. На чемпионатах Румынии по шахматам среди женщин выиграла шесть медалей: три золотые (1951, 1955, 1956), две серебряные (1953, 1972) и бронзовую (1958).
Возглавляла команду Румынии на 1-й женской олимпиаде (1957) в Эммене (набрала 8½ очков из 14; серебряная медаль в командном зачёте).
Одержала победу в зональном турнире ФИДЕ в Кракове (1957), что позволило ей принять участие в турнире претенденток в Пловдиве (1959), где разделила 12-13 места.
Участница матчей Грузинская ССР — Румыния.

## Семья
Дочь Марии Албулец — Марина Макропулу (род. 1960) — также профессиональная шахматистка, занималась под руководством матери, первый гроссмейстер среди женщин в Румынии (1982).

## Изменения рейтинга
| Графики недоступны из-за технических проблем. См. информацию на Фабрикаторе и на mediawiki.org. |